# EyeHateGod
EyeHateGod [aɪ heɪt gɑd] ist eine 1988 in New Orleans gegründete Sludge-Band.
Der Einfluss der Gruppe auf andere Musiker ist im Vergleich zum eigenen kommerziellen Erfolg groß. Neben den international populäreren Crowbar oder Down gilt die Band trotz des geringeren internationalen Erfolges als bedeutsame Größe der Metal-Szene von New Orleans. Die Musik von EyeHateGod vereint Einflüsse aus Hardcore Punk, Industrial und Doom Metal. Als charakteristisch für EyeHateGod gilt die häufige Nutzung von Rückkopplungen der Gitarren sowie der unverständlich-kehlige Schreigesang von Mike Williams. Das künstlerische Konzept der Band orientiert sich am Punk und Industrial. Mit ihrer Stilmischung gilt die Band als Begründer des Sludge. Ebenso gilt die Gruppe aufgrund der Rezeption ihres zweiten Studioalbums Take as Needed for Pain als jene, für welche die Stilbezeichnung Sludge erdacht wurde.
Das Werk der Band wurde in der Rezeption eng mit dem Drogenmissbrauch der Bandmitglieder verbunden. Die Ereignisse um Hurrikan Katrina gelten als Zäsur in der Geschichte der Band. Die Folgen des Hurrikans wirkten sich in besonderer Weise auf das Leben der Bandmitglieder aus. Unter anderem wurde der Drogenentzug des Sängers Williams unterbrochen, womit er gegen seine Bewährungsauflagen verstieß und inhaftiert wurde.

## Geschichte

### Intellectual Convulsion
Im ersten Jahr der Band galt EyeHateGod den stetig wechselnden Mitgliedern als loser informeller Zusammenschluss diverser Musiker, die für einen unbestimmten Zeitraum als Gruppe miteinander jammten. Erst durch das Bestreben des Gitarristen Jimmy Bower formte sich zwischen 1988 und 1989 eine beständige Bandkonstellation heraus. Seine ersten Bandmitglieder waren Mark Schulz als Gitarrist, Chris Hillard als Sänger, Kevin Noonan als Bassist und Joe Fazzio als Schlagzeuger. Nach wenigen Monaten der Aktivität trennten sich Hillard, Noonan und Fazzio von der Band und wurden durch Joey LaCaze, Mike Williams und Steve Dale ersetzt. In dieser ersten stabilen Konstellation trat die Band in der Storyville Jazz Hall von New Orleans zum ersten Mal auf. Dieses erste Konzert bestritten EyeHateGod am 30. Juni 1989 mit Soilent Green im Vorprogramm von Exhorder. Der EyeHateGod-Auftritt wurde von den Zuschauern schlecht angenommen und endete damit, dass Williams das Publikum beschimpfte. Im gleichen Jahr nahmen EyeHateGod die beiden Demobänder Garden Dwarf Woman Driver und Lack of Almost Everything auf, vertrieben diese privat und versandten sie an diverse Plattenfirmen. Das französische Independent-Label Intellectual Convulsion reagierte und nahm die Band für ein Album unter Vertrag. Das Debüt In the Name of Suffering  wurde in einem kleinen Studio in Kenner, Louisiana, ohne Produzenten oder professionelle Tontechniker, mit den Angestellten des Studios produziert. Intellectual Convulsion stellte der Band eine Summe von 1000 US-Dollar zur Verfügung. Mit 800 US-Dollar bezahlte die Band das Studio und die Tontechniker. Mit den verbleibenden 200 US-Dollar kauften EyeHateGod Alkohol und Marihuana. Das Label veröffentlichte 1990 circa 1500 bis 2000 Exemplare des aufgrund des geringen Vorschusses auf unvollständigen und zum Teil defekten Instrumenten und ohne professionelle Hilfe eingespielten Banddebüts. Im Jahr 1992 musste Intellectual Convulsion Konkurs anmelden.

### Century Media

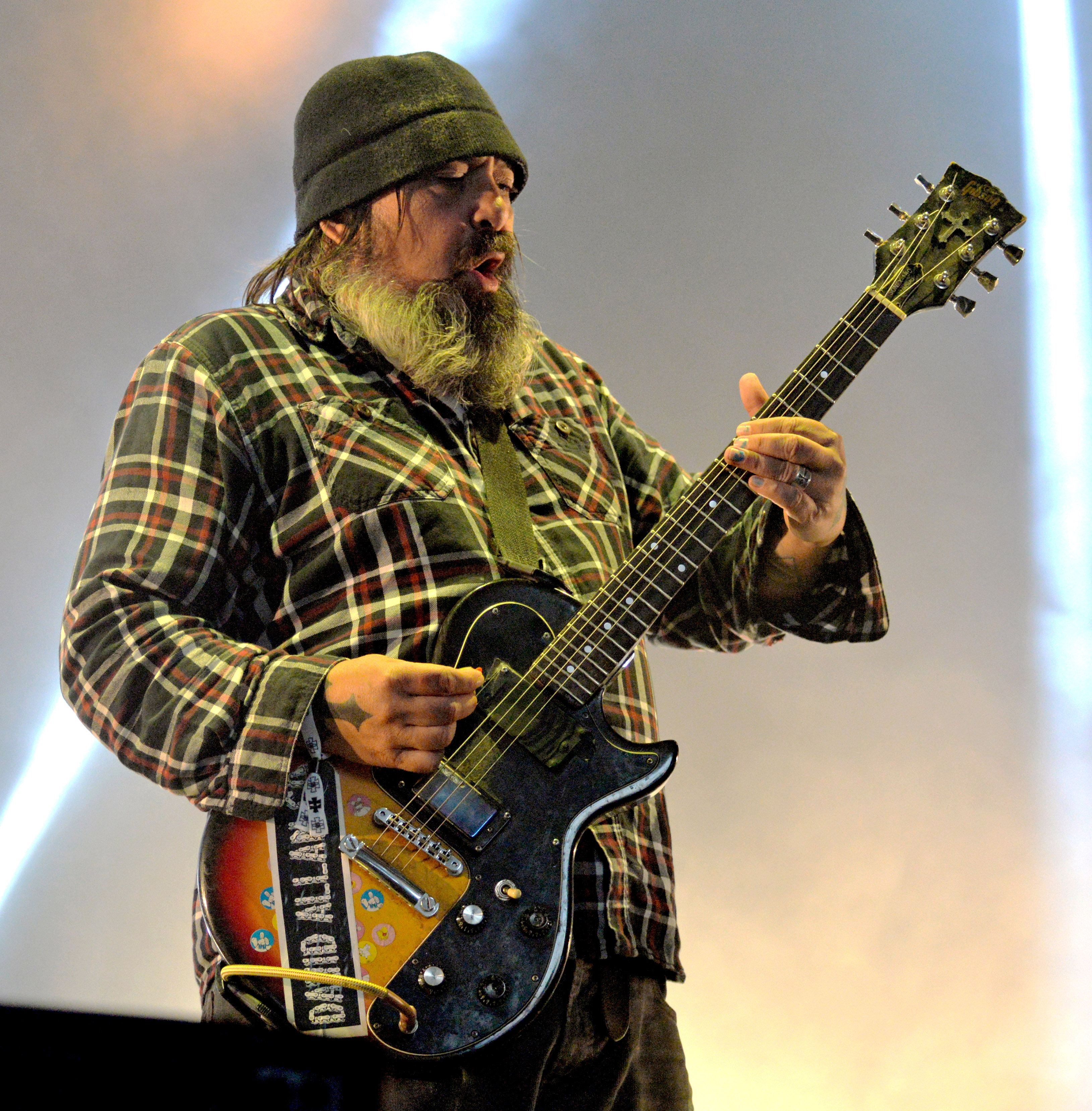
Jimmy Bower, hier beim Hellfest 2018, gründete EyeHateGod Ende der 1980er Jahre

EyeHateGod wurde jedoch noch im gleichen Jahr von dem Label Century Media für sechs Alben unter Vertrag genommen. Century Media veröffentlichte In the Name of Suffering am 1. Dezember 1992 erneut und finanzierte das anschließende Take as Needed for Pain, mit welchem EyeHateGod bekannt wurden und viele nachfolgende Bands beeinflussten. Mit dem Label kam es hingegen aufgrund der mangelnden Vermarktungsmöglichkeiten und des geringen kommerziellen Erfolges der extremen Musik zu einem anhaltenden Konflikt, welcher letztendlich dazu führte, dass EyeHateGod bereits ihr drittes Studioalbum Dopesick ohne jedwede finanzielle Unterstützung von Seiten der Produktionsfirma aufnehmen musste. Während der Aufnahmen zu Dopesick ereignete sich ein Zwischenfall, welcher in Presse- und Fankreisen bis hin zu Selbstverstümmelung und satanischen Ritualen verklärt wurde. Jimmy Bower schildert den Vorfall jedoch als weniger kontrovers:

„Wir wollten bei einigen Songs den Effekt von im Hintergrund zerspringendem Glas benutzen. Mike sang die Vocals in einem abgedunkelten Raum ein und schmiss dabei mit leeren Flaschen um sich. Irgendwann hörte er auf zu singen, er hatte sich in die Hand geschnitten und blutete wie ein Schwein. Auf einmal fing er an, mit seinem Blut so Sachen wie ‘Pig’ und ‘Satan’ an die Wände zu schmieren. Doch Billie Anderson (u. a. Neurosis), der als alter Freund umsonst produzierte, fand das gar nicht lustig und löste die fröhliche Runde auf. Als wir am nächsten Morgen ins Studio kamen, hatte ein Reinigungsdienst alles schon längst wieder entfernt. Keine große Sache also.“

1998 trennten sich EyeHateGod, nachdem Sänger Mike Williams eine laufende Tour wegen gesundheitlicher und persönlicher Probleme, welche vornehmlich durch seine Drogensucht bedingt waren, unterbrechen musste. Williams erläuterte später, dass die Trennung vornehmlich der Regulierung dieser Schwierigkeiten dienen sollte. Im Jahr 1999 beschloss die Band, erneut auf Europatournee zu gehen und ein weiteres Studioalbum einzuspielen. Nachdem die Band ihre Wiedervereinigung bekannt gegeben hatte, veröffentlichte Century Media im Januar 2000 die Kompilation Southern Discomfort mit unfertigen Studioaufnahmen und verschiedenen Beiträgen von EPs und Kompilationen ohne die Einwilligung der Band. Jimmy Bower erklärte die Veröffentlichung der Kompilation im Interview mit dem Online-Magazin Lärmbelästigung.net als „ein Lebenszeichen, dass es [die Band] wieder gibt bevor ‘Confederacy …’ herauskam.“
EyeHateGod veröffentlichten mit Confederacy of Ruined Lives im Jahr 2000 ihr vorläufig letztes vollständiges Studioalbum. Im Jahr 2001 trennte sich die Band von ihrem Bassisten Danny Nick und nahm stattdessen Gary Mader in die Band auf, der nach zwei Konzerten um New Orleans bereits auf eine Japantour mitgenommen wurde. Mit dem bis dahin einzigen Livealbum 10 Years of Abuse (and Still Broke), welches am 29. Mai 2001 erschien, erfüllten EyeHateGod ihren Vertrag mit Century Media.

### Hurrikan Katrina
Am 27. Mai 2005 veröffentlichte die Band via Emetic Records eine Raritätensammlung unter dem Titel Preaching the “End-Time” Message mit drei Demoversionen von neuen Stücken und tourte unterdessen in Amerika bis zum Juli 2005. Im Anschluss ging Brian Patton mit Soilent Green auf Tour. Jimmy Bower hatte geplant, neues Material mit Down zu erarbeiten und traf sich im August dazu mit den Bandmitgliedern Pepper Keenan, Kirk Windstein und Phil Anselmo. Bower kündigte jedoch ebenso Songwritingtätigkeiten für und mit EyeHateGod an.

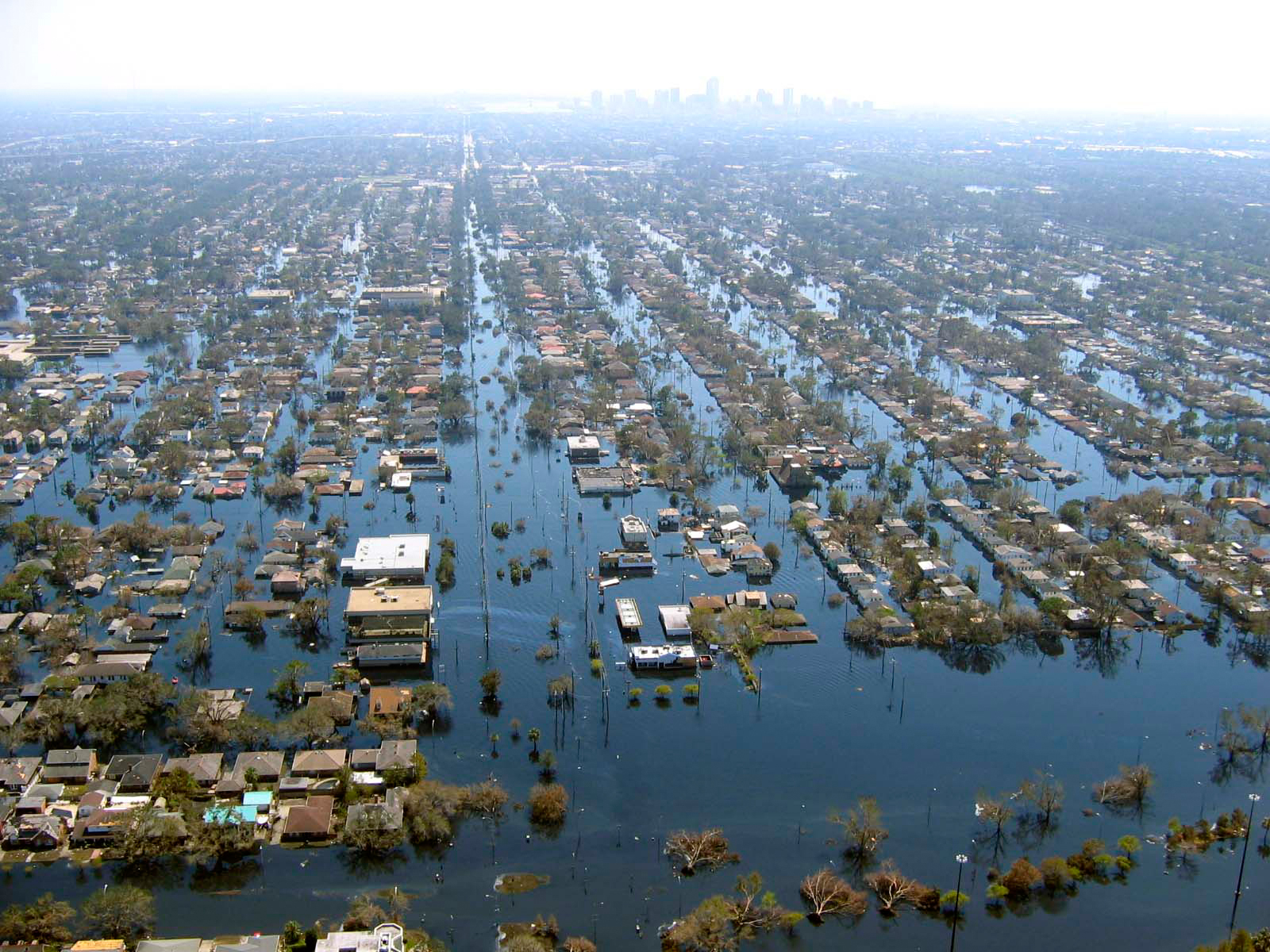
Das überflutete New Orleans

Am 29. August 2005 traf Hurrikan Katrina New Orleans. Die Auswirkungen auf die Stadt und deren Bewohner waren verheerend. So führte der Hurrikan bei einigen Bandmitgliedern zu persönlichen Katastrophen, die in der Rezeption der Band häufig thematisiert wurden.
Gitarrist Brian Patton war zu diesem Zeitpunkt mit seiner Band Soilent Green auf Tour, weshalb er persönlich von der Katastrophe verschont blieb. Dennoch betonte er im Interview mit Metal Centre, dass jeder in New Orleans viel verloren hätte. Der ehemalige Sänger der Band Soilent Green und langjährige Freund Pattons, Glenn Rambo, fiel dem Hurrikan und seinen Auswirkungen zum Opfer.
Bassist Gary Mader und seine Frau, die zum Zeitpunkt des Hurrikans in der Canal Street lebten, flüchteten – finanziell unterstützt durch den Journalisten Andy Capper – aus der Stadt. Im Dezember 2005 erklärte Mader, dass der Großteil seines Wohnhauses zerstört sei. Im März 2006 berichtete er, dass er fünf Monate ohne festen Wohnsitz auf die Hilfsbereitschaft von Freunden und Verwandten angewiesen war.
Gitarrist Jimmy Bower floh vor dem Eintreffen des Hurrikans mit seiner Mutter nach Lake Charles in die Obhut von Verwandten. Bowers Familie bot Pepper Keenan die Möglichkeit, mit einem Wohnmobil auf dem Gelände der Familie zu kampieren. Später gab Bower an, dass das Haus seiner Mutter einige Sturmschäden erlitten habe. In einem ersten Interview mit dem Webadministrator von Phil Anselmos Internetseiten bat Bower kurz nach dem Hurrikan darum, ihm Informationen über den Aufenthalt und die Verfassung von Mike Williams zukommen zu lassen.
Zeitgleich waren Sänger Mike Williams und seine damalige Freundin Alicia Stillman, Sängerin der Sludge-Band 13, nicht in der Lage, die Stadt zu verlassen, weshalb beide für Williams, der sich in einem Methadonprogramm befand, das Medikament mit Billigung eines Polizisten aus einem Pharmaziegeschäft entwendeten und nach Morgan City fuhren. In Morgan City kamen Williams und Stilman in einem Motel unter. Der Besitzer des Motels informierte die örtliche Polizei, woraufhin beide wegen der Absicht des Drogenhandels verhaftet wurden. Während Stilman nicht inhaftiert wurde, kam Williams ohne adäquate medizinische Versorgung in Haft. Im Dezember 2005 erklärte Bower seine Bestürzung und Wut über die Situation und kündigte an, die Ereignisse in einem neuen Album zu verarbeiten, verglich New Orleans mit einer Dritte-Welt-Region und griff lokale und nationale Politiker verbal an.

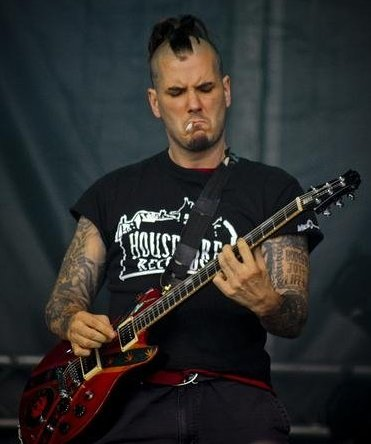
Phil Anselmo (ehem. Pantera), hier auf dem Hellfest 2009, trug die Kaution für Williams und nahm ihn auf

Unter Haftbedingungen unterzog sich Williams einem kalten Entzug. Musiker, Freunde und Fans der Band initiierten unterdessen die Kampagne Free Mike IX, um öffentlichen Druck auszuüben und Williams’ Haftentlassung zu beschleunigen. Die Kampagne beinhaltete T-Shirts, Webbanner sowie Aufrufe in Interviews und auf Internetpräsenzen. Nachdem Phil Anselmo, der sich an der Kampagne beteiligt hatte, 150.000 US-Dollar Kaution gestellt hatte, wurde Mike Williams am 2. Dezember 2005 nach 91 Tagen Haft entlassen. Anselmo nahm anschließend Williams, der nach der Haft obdach- und mittellos war, in seinem Gästehaus auf. Anselmo bot Williams Arbeit für sein Label Housecore Records an und gründete mit ihm gemeinsam die Crustcore-Band Arson Anthem. Bis dahin lebte Williams in Anselmos Gästehaus.
In der Folge der Ereignisse entschieden sich auch Brian Patton, Jimmy Bower und Phil Anselmo zu einem Entzug. Patton und Bower erklärten, dass insbesondere der Hurrikan zu einer Veränderung der Wahrnehmung des eigenen Lebenswandels geführt hätte. Sowohl Williams als auch Bower und Patton erläuterten, dass sich ihre Abstinenz nur auf solche Drogen beschränke, welche eine körperliche Abhängigkeit nach sich zögen.
Im Juni 2006 wurde Williams aufgrund der Vorkommnisse zu fünf Jahren auf Bewährung verurteilt und musste sich in der Zeit der Bewährung regelmäßigen Drogentests unterziehen. Als weitere Strafe wurde er der Stadt New Orleans auf Lebenszeit verwiesen. Zu dieser Strafe erklärte Williams, dass er in der Stadt nicht polizeilich gesucht werden würde und sich durchaus dort aufhalten, jedoch eingeschränkt öffentlich auftreten könnte. Trotz dieser Auflagen fasste er 2009 die Bedeutung der Ereignisse als prägend und solidarisierend insbesondere im Hinblick auf die Musikszene zusammen.

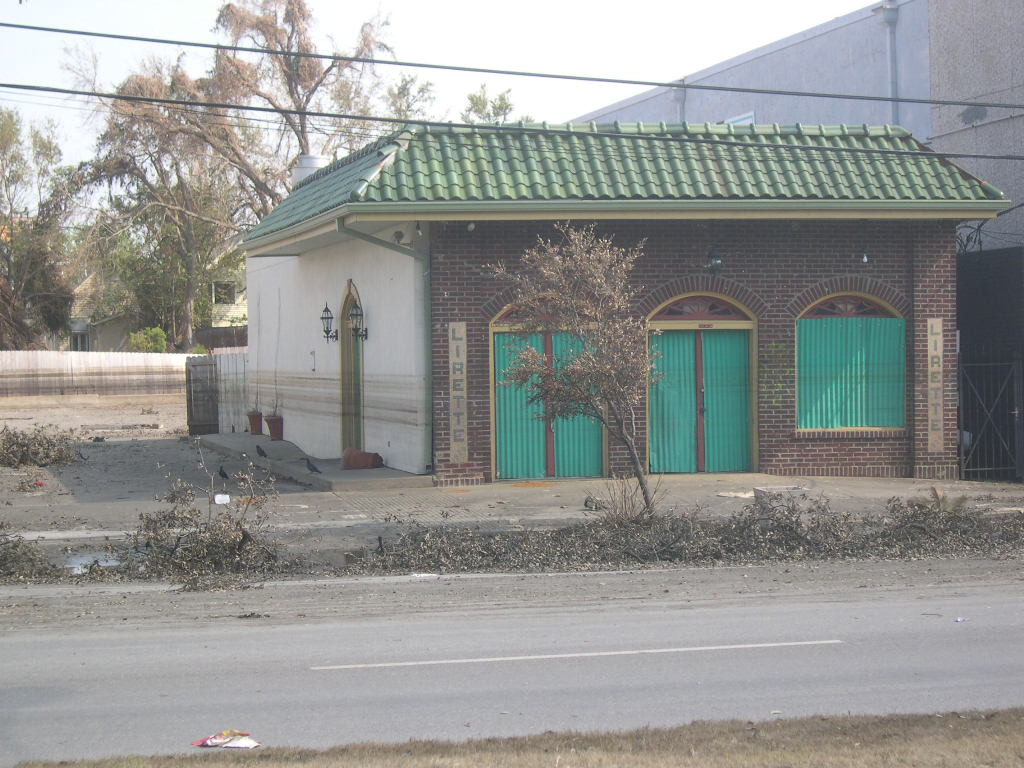
Das Restaurant Juans Flying Burrito im September 2005, in dem EyeHateGod im Dezember 2005 ihr erstes Konzert nach Katrina gaben.

Am 10. Dezember 2005 trat die Band, deren Mitglieder alle in das weiträumig zerstörte New Orleans zurückgekehrt waren, in dem durch den Hurrikan baufällig gewordenen Club Juans Flying Burrito in New Orleans und am 18. Februar 2006 beim ersten Mardi-Gras-Festival nach dem Hurrikan im Checkpoint Charlys auf. Brian Patton kommentierte den Auftritt beim Mardi Gras noch am gleichen Tag als Ausdruck eines Lebensgefühls.
Als Reaktion auf die Auswirkungen des Hurrikans auf die EyeHateGod-Mitglieder veröffentlichte Emetic Records am 20. März 2007 das Tribut-Doppelalbum For the Sick mit einer Vielzahl an Bands des amerikanischen Metal- und Hardcore-Underground. Unter anderem beteiligten sich Brutal Truth, die sich für ihren Beitrag wiedervereinten, Mouth of the Architect, Kylesa, Minsk und Unearthly Trance mit dem Anliegen, die Musiker von EyeHateGod zu unterstützen. Ebenso zur Unterstützung der Bandmitglieder veröffentlichte Century Media die ersten drei Alben der Band 2006 und 2007 erneut und ergänzte diese um Bonustitel wie Demo- oder Liveaufnahmen, die zuvor auf Kompilationen und EPs erschienen waren. Mit den Wiederveröffentlichungen der alten Alben trug Century Media zum Erfolg sowie zur Bekanntheit der Band bei und unterstützte die Mitglieder in der Krise nach Katrina finanziell. Williams honorierte diese Hilfe in einem Interview und hob eine Veränderung der Firmenpolitik hervor. Während das Label früher seines Erachtens „einfach nur Geld aus den Bands schlagen“ wollte, schien es ihm, „als würden [nun] dort mehr Fans“ arbeiten.
Die Folgen des Hurrikans wirkten sich in den folgenden Jahren auf den Schreibprozess aus. Die Obdach- und Mittellosigkeit nahm auf das Leben der Musiker Einfluss. Viele der Bandmitglieder waren nach dem Hurrikan langfristig damit beschäftigt die alltägliche Ordnung in ihrem Leben wiederherzustellen.

### Konzentration auf Nebenprojekte

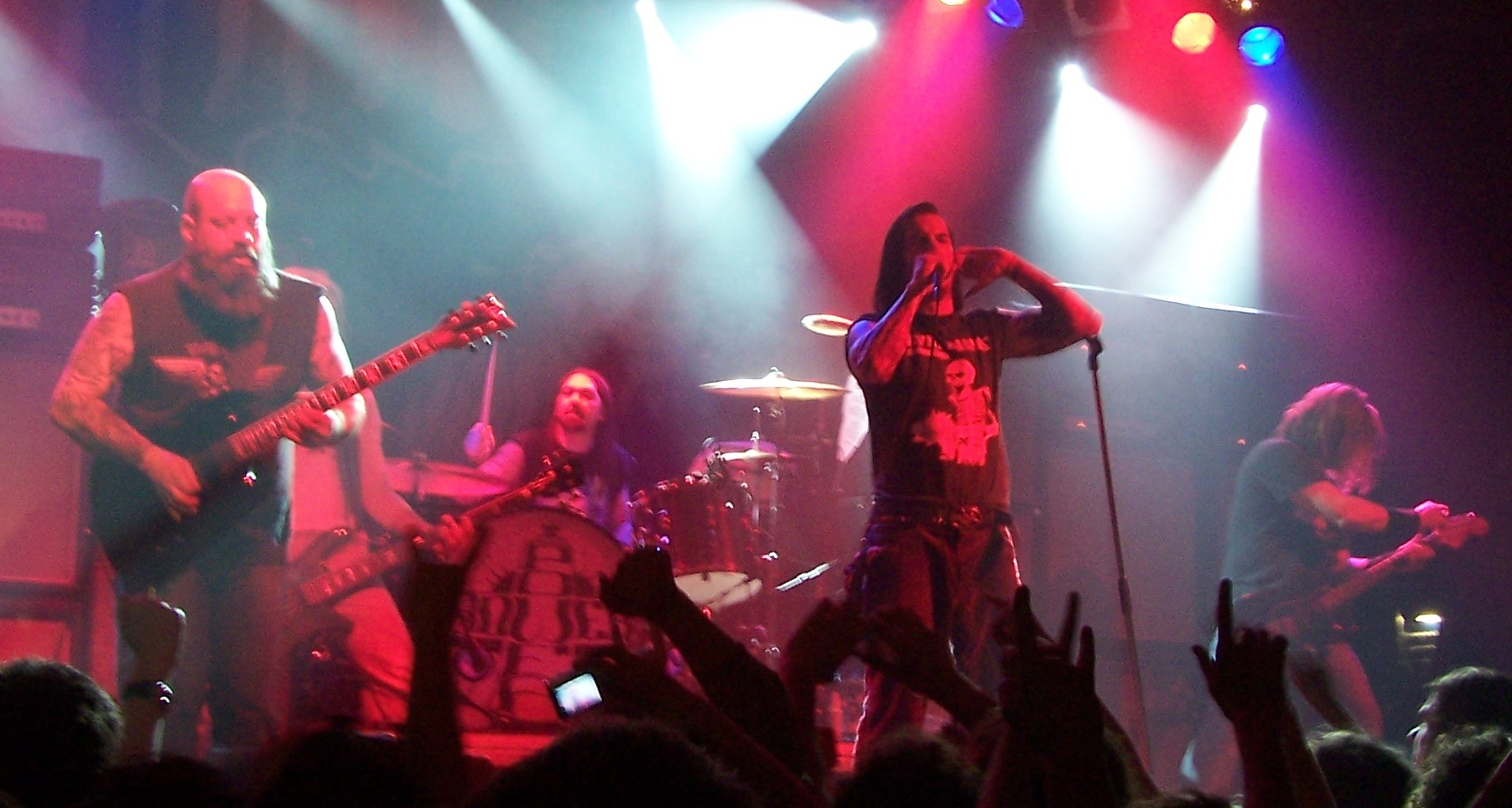
Down 2009 live in Prag

Die Mitglieder von EyeHateGod agierten bereits vor dem Hurrikan in unterschiedlichen Projekten. Down waren durch den ehemaligen Pantera-Sänger Phil Anselmo und das 1995er US-Platinalbum NOLA die erfolgreichste Formation unter Beteiligung des EyeHateGod-Mitglieds und Down-Schlagzeugers Jimmy Bower. Nach Katrina war diese Band es, die als erstes „Nebenprojekt“ neues Material veröffentlichte. Das Album NOLA III:Over the Under erschien am 24. September 2007, nachdem die Band bereits 2006 durch Europa getourt war, und erreichte in Deutschland, Großbritannien und den USA Platzierungen in den Top 100. Die Veröffentlichung markierte einen Wendepunkt in der Geschichte von EyeHateGod, da Jimmy Bower fortan Down als Hauptband benannte.
Die verbleibenden EyeHateGod-Mitglieder widmeten sich als Reaktion ihren bisherigen Nebenprojekten und Hauptberufen wie Gary Mader und Joe LaCaze, welche nicht hauptberuflich als Musiker agierten. Dennoch veröffentlichten Mader und LaCaze gemeinsam mit Williams und Patton am 10. November 2008 das Debütalbum des Langzeitnebenprojektes der EyeHateGod-Mitglieder ohne Jimmy Bower, Outlaw Order, unter dem Titel Dragging Down the Enforcer. Phil Anselmo, welcher Mike Williams weiterhin beherbergte, gründete mit ihm, Hank Williams III und Collin Yeo die Crustcore-Band Arson Anthem, deren erste selbstbetitelte EP am 19. Februar 2008 erschien. Brian Patton veröffentlichte mit Soilent Green am 15. April 2008 Inevitable Collapse in the Presence of Conviction. Weitere Projekte wie Corrections House mit Mike Williams, Sanford Parker und Scott Kelly schlossen sich in den folgenden Jahren an.
Williams verwies 2010 darauf, dass das Schreiben neuer Musikstücke, den Veränderungen der Jahre nach Katrina und den neuen Lebensumständen und Prioritäten der einzelnen Bandmitglieder geschuldet, mehr Zeit als zu früheren Veröffentlichungen in Anspruch nehme. Mitglieder der Band seien mit dem Gesetz in Konflikt geraten und die Nachwirkungen von Katrina würden sich ebenso auf den Schreibprozess auswirken, wie Jimmy Bowers Gewichtung auf Down.

### Rückkehr zu Auftritten, Tourneen und Veröffentlichungen

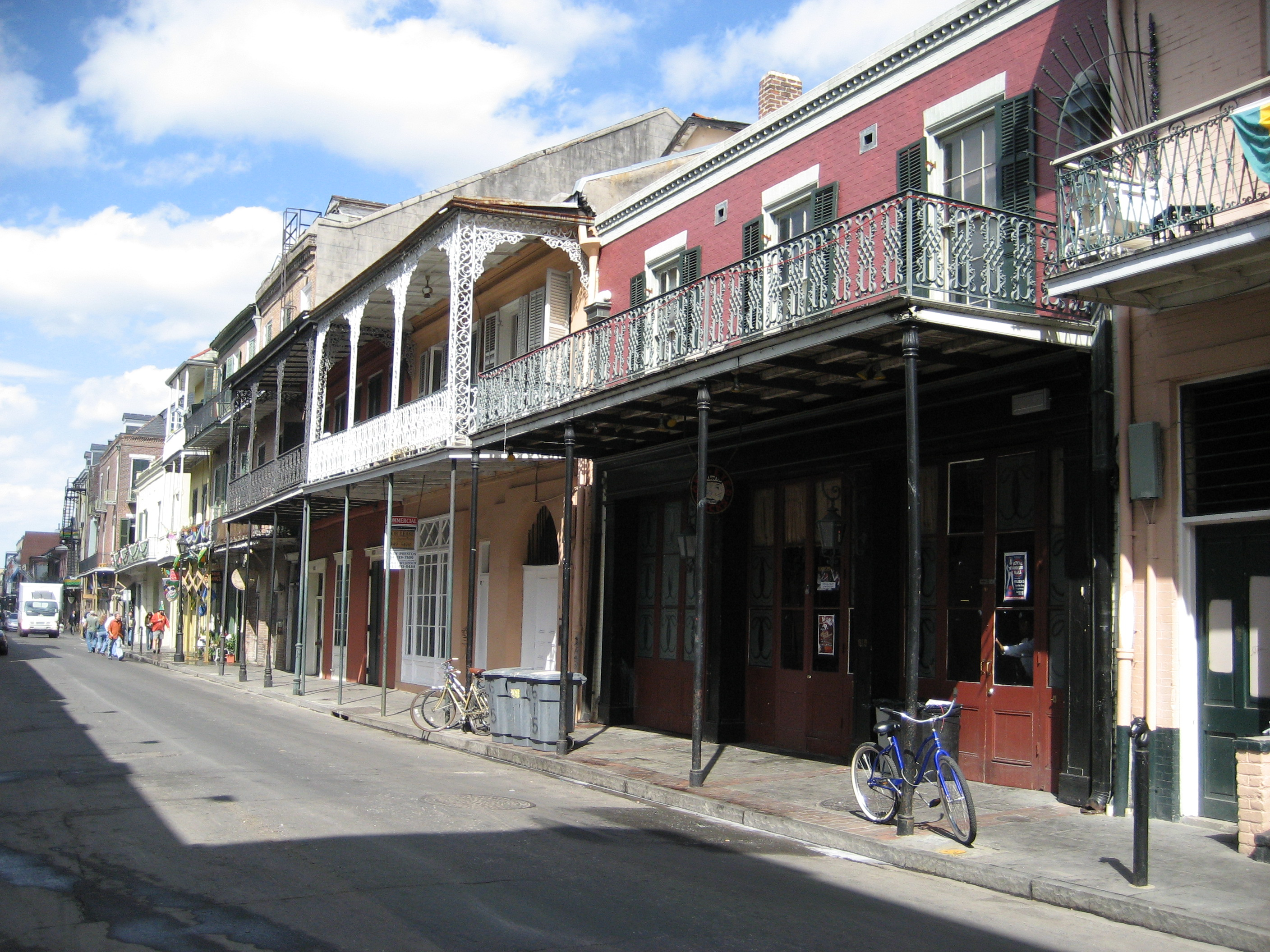
Im One Eyed Jacks feierten EyeHateGod ihr 20-jähriges Bandjubiläum

Nach Katrina gaben EyeHateGod vorerst nur vereinzelte Konzerte in New Orleans und Louisiana, da alle Bandmitglieder in anderen Bands aktiv oder in persönliche Angelegenheiten verstrickt waren. Noch im Jahr 2008 erklärte Williams, dass sich neben den Bandaktivitäten von Brian Patton und Jimmy Bower die weiteren Bandkollegen in persönlichen Schwierigkeiten befänden, welche eine zügige Produktion eines Albums erschwerten. Bassist Gary Mader erwartete eine Gerichtsverhandlung, Schlagzeuger Joey LaCaze befand sich in einer Entziehungskur und Sänger Mike Williams verbüßte erneut zwei Monate in einem Gefängnis aufgrund eines früheren Bewährungsverstoßes. Eines der stattgefundenen Konzerte dieser Zeit war die 20-Jahre-EyeHateGod-Show im One Eyed Jacks in New Orleans am 29. August 2008. Im Juni 2009 trat die Band auf dem französischen Festival Hellfest in Clisson erstmals nach Katrina wieder auf internationaler Bühne auf. Im Herbst 2009 nahmen EyeHateGod mit einer kleinen Tour durch die amerikanischen Südstaaten ihre Tourtätigkeit und somit die Bandaktivität endgültig wieder auf. In den folgenden Jahren schlossen sich Tourneen durch Europa, Amerika und zum ersten Mal Australien an.
Darunter fanden sich Auftritte auf renommierten Festivals wie dem Inferno in Oslo 2010, dem Roadburn Festival in Tilburg 2010 und dem Roskilde-Festival in Dänemark am 1. Juli 2011, auf welchem die Band zum ersten Mal den neuen Titel New Orleans is the New Vietnam präsentierten. Ein Teil der Tourneen und Konzerte wurde von EyeHateGod mit einer Kamera begleitet und zu einem Live-Dokument zusammengestellt. Am 22. März 2011 erschien die DVD auf MVD mit dem einfach gehaltenen Titel Live. Am 30. August 2012 veröffentlichten EyeHateGod auf A389 Recordings die einseitige 7″-Vinyl-Single New Orleans is the New Vietnam als Begleitung der anstehenden Europatournee, die unter dem Titel Europe is the New Vietnam absolviert wurde.

### Der Tod von LaCaze, neue Albumveröffentlichung

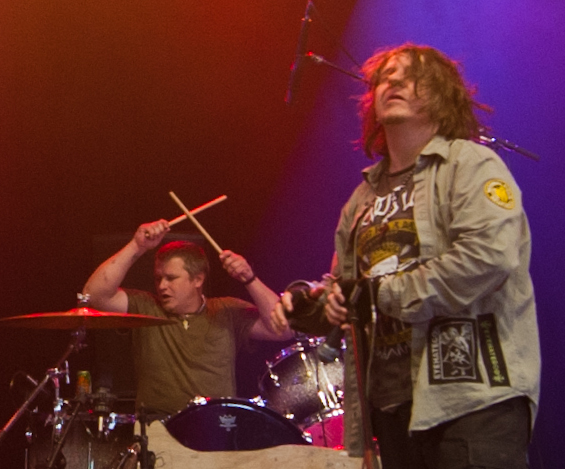
Joey LaCaze im Hintergrund während des Roskilde-Festival 2011

Nachdem die Band sich eine kurze Auszeit gegönnt, aber vereinzelte Konzerte im Großraum Louisiana gegeben hatte, begaben sich EyeHateGod vom 19. Juli bis 20. August 2013 erneut auf eine Europatournee. Zurück in New Orleans, starb Joey LaCaze am 23. August 2013 mit 42 Jahren in seinem Haus an Atemversagen. Der Schlagzeuger hatte seit seiner Jugend an schwerem Asthma gelitten. Williams berichtete auch von dessen Schlafapnoe-Syndrom mit massiven Atemaussetzern während der Europatournee. EyeHateGod wandten sich einige Tage nach dem Tod des Bandmitgliedes an die Öffentlichkeit und gaben die Todesursache sowie die Eröffnung eines Spendenkontos für LaCaze' Tochter auf der Homepage der Band bekannt.
EyeHateGod, die im Herbst 2013 ihr 25-jähriges Bandjubiläum mit Konzerten und Festivalauftritten feiern wollten, luden den Schlagzeuger Dale Crover von The Melvins für eine große Show auf dem Housecore Horror Fest in Austin am 27. Oktober 2013 ein und sagten die Hälfte der geplanten Konzerte ab. Williams bezeichnete es als Tribut an LaCaze, mit dem von diesem verehrten Schlagzeuger zu spielen.
Trotz des Verlustes eines Freundes aus frühester Jugend und eines der ersten Bandmitglieder war eine Auflösung der Band kein Thema für die restlichen Mitglieder von EyeHateGod, wie Bower und Williams betonten. Bower war sicher, dass LaCaze eine Auflösung der Band nie gewollt hätte; er habe mit ihm sogar darüber gesprochen.

„[E]r fragte mich sowas wie ‚Wen würdest Du holen um mich zu ersetzen?‘ sowas eben, wir waren einfach ehrlich miteinander. Er wusste, die Band würde es weitergeben, und das wollte er auch so. Für mich ist es ein Teil unseres Lebens; es ist einfach die Art, wie die Dinge passieren, welche Karten man bekommt, wie das Leben einen behandelt. Wir wissen nicht wie man aufgibt. Das ist die Geschichte unseres gesamten Karriere, unseres Lebens, auch ohne die Band. Wir wissen einfach nicht wann man aufhört. Es geht nur darum weiter zu gehen.“

Nach dem Tod von Joey LaCaze und nach der Absage einiger Konzerte im Herbst 2013 bemühten EyeHateGod sich in diesem Zeitraum um einen neuen Schlagzeuger. Trotz der Anfrage einiger populärer Musiker entschieden sich EyeHateGod nach den ersten Vorspielen für den unbekannten lokalen Musiker Aaron Hill, ohne die noch verbleibenden Musiker zum Vorspiel und Gespräch einzuladen. Die Entscheidung fiel insbesondere aufgrund der lokalen Verwurzelung Hills in New Orleans. Hill spielte zuvor unterschiedliche Instrumente in kleinen Bands der Metal- und Punkszene von New Orleans, insbesondere spielte er Gitarre in der Crustcore-Band Gas Miasma mit Patrick Bruders von Down und Crowbar. Neben der technischen Frage nach der Spielweise stand ebenso die Frage im Vordergrund, ob und wie sich der 29-jährige Aaron Hill in das soziale Gefüge der Band einfinden und sich am zukünftigen Songwriting beteiligen könne. Laut Williams ist Hill „ein Verrückter, genau wie“ die restlichen Bandmitglieder und „passt großartig“ in das Bandgefüge. Die Band begab sich mit dem neuen Mitglied alsbald in den Proberaum und übte mit Aaron Hill eine Vielzahl an EyeHateGod-Stücken ein und spielte neue Konzerte und Tourneen.
Von November 2013 bis Januar 2014 tourten EyeHateGod mit Aaron Hill in Amerika. Ursprünglich war für den Januar 2014 eine erneute Tournee durch Australien geplant, diese scheiterte jedoch an einem vermeintlichen Fehler des Künstleragenten. Erst am Flughafen stellte die Band fest, dass die australische Agentur Heathen Skulls keine Flugtickets gebucht hatte und EyeHateGod die Reise nach Australien nicht antreten konnten. Auch ein zügiges Nachbuchen aus eigenen finanziellen Mitteln war aufgrund der knappen Zeit und der zugleich hohen Sicherheitsbestimmungen der amerikanischen Flughäfen nicht möglich. Zum Ausgleich buchte die Band einige weitere Konzerte in Amerika.
Im Mai 2014 erschien nach 14 Jahren Albumpause und zwei Jahren Aufnahmezeitraum das fünfte Studioalbum der Band. Das selbstbetitelte Album EyeHateGod beinhaltet die klassische, der Band zugeschriebene Mischung aus frühen Black Sabbath und späten Black Flag mit Southern-Rock-Elementen. Die Produktion ist, als roh bezeichnet, einfach gehalten und stellt das Riffing in den Vordergrund. Das Album ist die letzte Veröffentlichung der Band, an welcher Joey LaCaze mitgewirkt hat und das erste Album, welches eine Chartplatzierung erreichte. EyeHateGod erlangte für eine Woche Platz 92 der amerikanischen Billboard-Charts. Das Album wurde LaCaze gewidmet. Die Veröffentlichung wurde überwiegend positiv aufgenommen und als konsequente Fortsetzung des bisherigen Schaffens von EyeHateGod bezeichnet. Mit dem Musikvideo zu Medicine Noose erschien im Juni 2014 auch das erste offizielle Musikvideo der Band.

### Williams gesundheitliche Schwierigkeiten

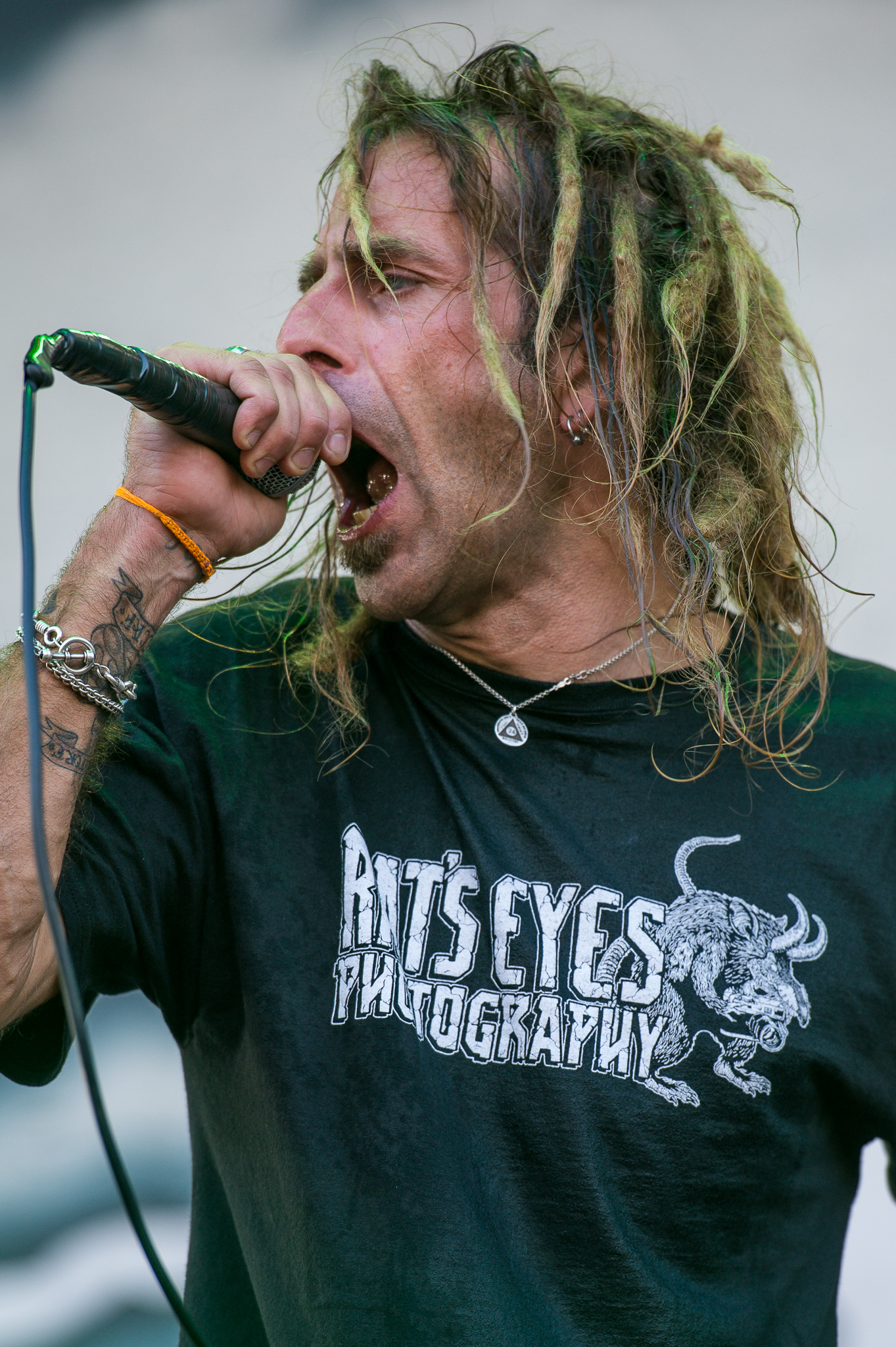
Randy Blythe, hier mit Lamb of God, half 2016 als Sänger aus

Im Dezember 2014 wurde bei Williams während einer Tournee mit Corrections House eine Leberzirrhose mit fataler Prognose diagnostiziert. Nach seiner Heimkehr kontaktierte Williams unterschiedliche Ärzte und konzentrierte sich auf eine Veränderung seines bisherigen Lebenswandels. In der Folge sagten EyeHateGod eine Australientournee Anfang 2015 aufgrund Williams’ gesundheitlicher Verfassung ab. Die Band hielt nähere Informationen zu Williams’ Verfassung und Krankheit geheim. Spätere im gleichen Jahr angesetzte Konzerte und Festivalauftritte in Europa und Amerika fanden jedoch statt, nachdem Williams seinen Zustand mit ärztlicher Unterstützung stabilisieren konnte. Am 10. April 2015 erschien auf Century Media die Sammelbox Original Album Collection, welche die 2006 und 2007 veröffentlichten überarbeiteten Versionen der ersten drei Alben sowie Confederacy of Ruined Lives in Pappschubern mit zusammengefasstem Begleitheft enthielt.
Nach einer USA-Tournee mit Discharge im April 2016 sagte die Band eine für Juli und August 2016 geplante Europa-Tournee, offiziell aufgrund „persönlicher Probleme und Terminschwierigkeiten“, ab. Zu zwei Konzerten im August trat Phil Anselmo als Gastsänger auf. Der Auftritt vom 10. August in New Orleans wurde von einem Kamerateam dokumentiert. Eine zweiwöchige US-Tournee mit Discharge und Toxic Holocaust fand im Herbst 2016 mit Randy Blythe von Lamb of God als Sänger statt, da Mike Williams aufgrund vorerst nicht näher benannter gesundheitlicher Beeinträchtigungen die Konzertreihe nicht absolvieren konnte. Blythe und Anselmo betonten, dass sie sich nur als Tourhilfen bis zur Genesung Williams’ verstünden. Williams erläuterte später, dass die Einsätze der Ersatzsänger und deren Auswahl auf seine Initiative zurückzuführen seien. Er sei bestrebt gewesen die Band ohne Unterbrechung aktiv zu halten sowie die im Voraus eingegangenen Verpflichtungen einzuhalten.
Williams’ Frau Michelle Maher-Williams gab im November 2016 bekannt, dass Williams während einer US-Tournee einen Zusammenbruch in seinem Hotelzimmer erlitten habe und erneut stabilisiert werden musste. Nachdem Williams’ Leber und Nieren im Oktober 2016 versagt hatten und der Sänger nach ärztlicher Beurteilung auf eine Lebertransplantation angewiesen war, suchte Maher-Williams die Öffentlichkeit, um die finanziellen Mittel via Crowdfunding-Kampagne zu generieren. Im Dezember des gleichen Jahres kündigten Crowbar, Goatwhore und EyeHateGod gemeinsam mit einer Vielzahl weiterer Interpreten für Februar 2017 ein dreitägiges Benefiz-Festival zu Williams’ Gunsten unter dem Titel IX Lives an zwei Standorten in New Orleans an. Der Erlös von circa 20.000 $ wurde Williams zur Verfügung gestellt, um einen Teil der Folgekosten seiner Operation zu tragen. Williams’ Bühnenrückkehr mit EyeHateGod fand beim Berserker Fest in Pontiac, Michigan, am 15. April 2017 als Auftakt einer kleinen Amerika-Tournee statt.

### Tournee bis in die Covid-19-Pandemie, sechstes Albums
Im Juni 2017 gab die Gruppe Arbeiten an einem weiteren Studioalbum bekannt. Der fortlaufende Schreib- und Produktionsprozess für das auf EyeHateGod folgende Album wurde von anhaltenden beinahe weltweiten Tourneetätigkeiten begleitet. Die Band befand sich nach Williams’ Genesung für mehrere Jahre nahezu dauerhaft auf Tournee. Unterbrechungen fanden höchstens für wenige Wochen statt. Im Verlauf des Jahres 2018, noch im Tour- und Produktionsprozess, schied Patton aus der Band aus, um mehr Zeit mit seiner Familie zu verbringen. Williams bezeichnete den Umbruch zu vier Bandmitgliedern als dauerhafte Veränderung und den Beginn einer neuen Ära in der Geschichte der Band. Er verwies in späteren Interviews auf seine Sozialisation in der Punkszene und nannte die auf vier Musiker reduzierte Besetzung in diesem Kontext „das einzig Wahre“. Im Zuge der Verlautbarung beteuerte Williams, das angekündigte Album zu viert für das Jahr 2019 fertigstellen zu wollen. Die Musiker bekundeten dennoch die persönliche Verbundenheit zueinander. So unterstützte Patton die Band trotz seines Ausstiegs, während Bower sich einem Eingriff am rechten Arm unterziehen und sich danach von der Operation erholen musste, zur Tournee 2019.
Im März 2020 mussten EyeHateGod die andauernde Tournee in der Ukraine aufgrund der COVID-19-Pandemie unterbrechen. Der Gruppe wurde mitgeteilt, dass das Land die Grenzen binnen 24 Stunden schließe und eine Ausreise in die Vereinigten Staaten anschließend nicht möglich sei. Als Reaktion brach die Band die Tournee ab und reiste aus. Da die Musiker sich nach der Tournee auf den Abschluss der Aufnahmen konzentrieren wollten, zog die Band diese Arbeit vor. Allerdings verzögerten sich die Gesangsaufnahmen durch die Einschränkungen zum Schutz von Williams, der aufgrund seines Transplantats und der zugehörigen Medikation als Hochrisikopatient galt. Unter dem Titel A History of Nomadic Behavior erschien das sechste Studioalbum der Band im März 2021. Im gleichen Jahr nahm die Band erneut Konzerttermine wahr. Im Jahr 2023, unter anderem zum Jubiläum von Take as needed for Pain, bestritt die Gruppe Tourneen mit Auftritten in Europa, Japan und den Vereinigten Staaten.

## Werk und Wirkung

### Diskografie
Studioalben

| Jahr | Titel                         | Höchstplatzierung, Gesamtwochen, AuszeichnungChartplatzierungen (Jahr, Titel, Platzierungen, Wochen, Auszeichnungen, Anmerkungen) | Höchstplatzierung, Gesamtwochen, AuszeichnungChartplatzierungen (Jahr, Titel, Platzierungen, Wochen, Auszeichnungen, Anmerkungen) | Höchstplatzierung, Gesamtwochen, AuszeichnungChartplatzierungen (Jahr, Titel, Platzierungen, Wochen, Auszeichnungen, Anmerkungen) | Anmerkungen |
| Jahr | Titel                         | DE | CH | US | Anmerkungen |
| ---- | ----------------------------- | --- | --- | --- | --- |
| 1990 | In the Name of Suffering      | — | — | — | Erstveröffentlichung: 1990 über Intellectual Convulsion.                                                                   |
| 1993 | Take as Needed for Pain       | — | — | — | Erstveröffentlichung: 22. November 1993 über Century Media Platz 14 der Top 100 Doom Metal Albums of all Times des Decibel |
| 1996 | Dopesick                      | — | — | — | Erstveröffentlichung: 2. April 1996 über Century Media Platz 74 der Top 100 Doom Metal Albums of all Times des Decibel     |
| 2000 | Confederacy of Ruined Lives   | — | — | — | Erstveröffentlichung: 19. September 2000 über Century Media                                                                |
| 2014 | EyeHateGod                    | — | — | US92 (1 Wo.)US | Erstveröffentlichung: 23. Mai 2014 über Century Media und Housecore Records                                                |
| 2021 | A History of Nomadic Behavior | DE33 (2 Wo.)DE | CH96 (1 Wo.)CH | — | Erstveröffentlichung: 12. März 2021 über Century Media, Daymare Recordings und Birth Ritual Records                        |

### Musikalische Bedeutung
Die Band gilt seit ihrem Debüt als wichtiger Einfluss auf die Entstehung und Etablierung des damals noch unbenannten Sludge-Genres und der Metal-Szene von New Orleans. Nach Garry Sharpe-Young ist EyeHateGod eine der wenigen Bands, die sich damit rühmen kann, ein Genre weitestgehend allein definiert zu haben. Robert Müller vom Metal Hammer sieht in EyeHateGod, neben Crowbar, die Begründer des Genres. Mike Williams erläuterte, dass der Ausdruck Sludge erstmals für das Album Take as Needed for Pain gebraucht wurde. Dabei beklagte er diese Zuordnung, wie jede andere Genrezuordnung, als vereinfachend und etikettierend.
Die Gruppe gilt unter Kritikern als zentrale Inspiration für nachkommende Sludge-Bands. Und viele Bands aus den Genres Sludge, Post-Metal und Death Doom bezeichneten EyeHateGod als wichtige Inspiration. Pelican bezeichneten EyeHateGod als „a longtime inspiration“, Ganon bezeichneten ihren Ursprung als schlechte EyeHateGod-Kopie, und die an dem Tributalbum For the Sick beteiligten Bands und Projekte Unearthly Trance, Alabama Thunderpussy, Kylesa, Brutal Truth, Raging Speedhorn, Kill the Client und Mouth of the Architect bezeichnen sich als Freunde und Fans der Band. Weitere bekannte Sludge-Bands wie Buzzov•en, Iron Monkey und Grief bezeichneten besonders Take as Needed for Pain als „Offenbarung“ oder „Bibel“, die ihren Stil maßgeblich mitprägte. Der ehemalige EyeHateGod-Bassist Marc Schultz ergänzte, dass sich zu der Zeit des Albums jede Band aus New Orleans durch die Band und das Album beeinflussen ließ.

### Stilistische Einordnung
In der Rezeption wird das Werk laut Williams häufig als „zu viel Metal für Punkanhänger und als zu viel Punk für Metalanhänger“ wahrgenommen. Er gab dazu an, dass er sich seit seiner Jugend eher der Punk- als der Metal-Szene zugehörig fühle. Ebenso wird darauf hingewiesen, dass sich EyeHateGod „besonders durch ihren eigenständigen Sound“ auszeichne.
Die Musik der Band wird als Mischung aus frühen Black Sabbath und späten Black Flag mit Southern-Rock-Elementen beschrieben. Insbesondere auf das Black-Flag-Album My War und die ersten vier Alben von Black Sabbath wird in Rezensionen und Stilbeschreibungen häufig verwiesen. Williams erläuterte, dass diese Umschreibung auch den Einflüssen der Band entspräche, aber auch weitere Interpreten des Industrials, des Doom Metals und des Blues EyeHateGod beeinflusst hätten.

„Die oft erwähnte Flag/Sabbath-Mischung plus einer Tonne verschiedener Inspirationen: Lynyrd Skynyrd, Carnivore, Melvins, St.Vitus, Laughing Hyenas, SPK, Throbbing Gristle, Whitehouse, David Allan Coe, Righteous Pigs, Mississippi John Hurt, Bukka White, Germs, Cockney Rejects, Trouble, Witchfinder General und so weiter.“

Bereits auf dem Debütalbum von 1990, In the Name of Suffering, waren alle für den Stil und die Band typischen Elemente enthalten: eine roh produzierte Mischung aus Doom Metal und Hardcore Punk mit Einflüssen aus dem Blues und Stoner Rock, gelegentlich unterbrochen von Industrial- und Noiseausbrüchen, die stets von Michael Williams’ kehlig krächzendem Kreisch- und Brüllgesang begleitet wird.
Als Stilbegriff wird häufig der für Take as Needed for Pain geprägte Terminus Sludge bemüht, welchen die Band jedoch als unzureichend und unverständlich ablehnt. Williams bezeichnet den Stil als moderne Bluesvariante und prägte in diesem Zusammenhang unterschiedliche Stilbeschreibungen wie „Hardcore Drug Blues“, „Modern Drug addled and Alcohol drenched M-F‘in’ Blues“, „Southern Hardcore Blues“ oder „Down To Earth Motherfucken Post-Amplification Blues“. William York von Allmusic nennt den Stil der Band grob und aggressiv, zugleich schleppend und roh und eine Mischung aus Doom Metal und Hardcore Punk mit langsamen Gitarren, unverständlichem Gesang und andauernden Rückkopplungen.

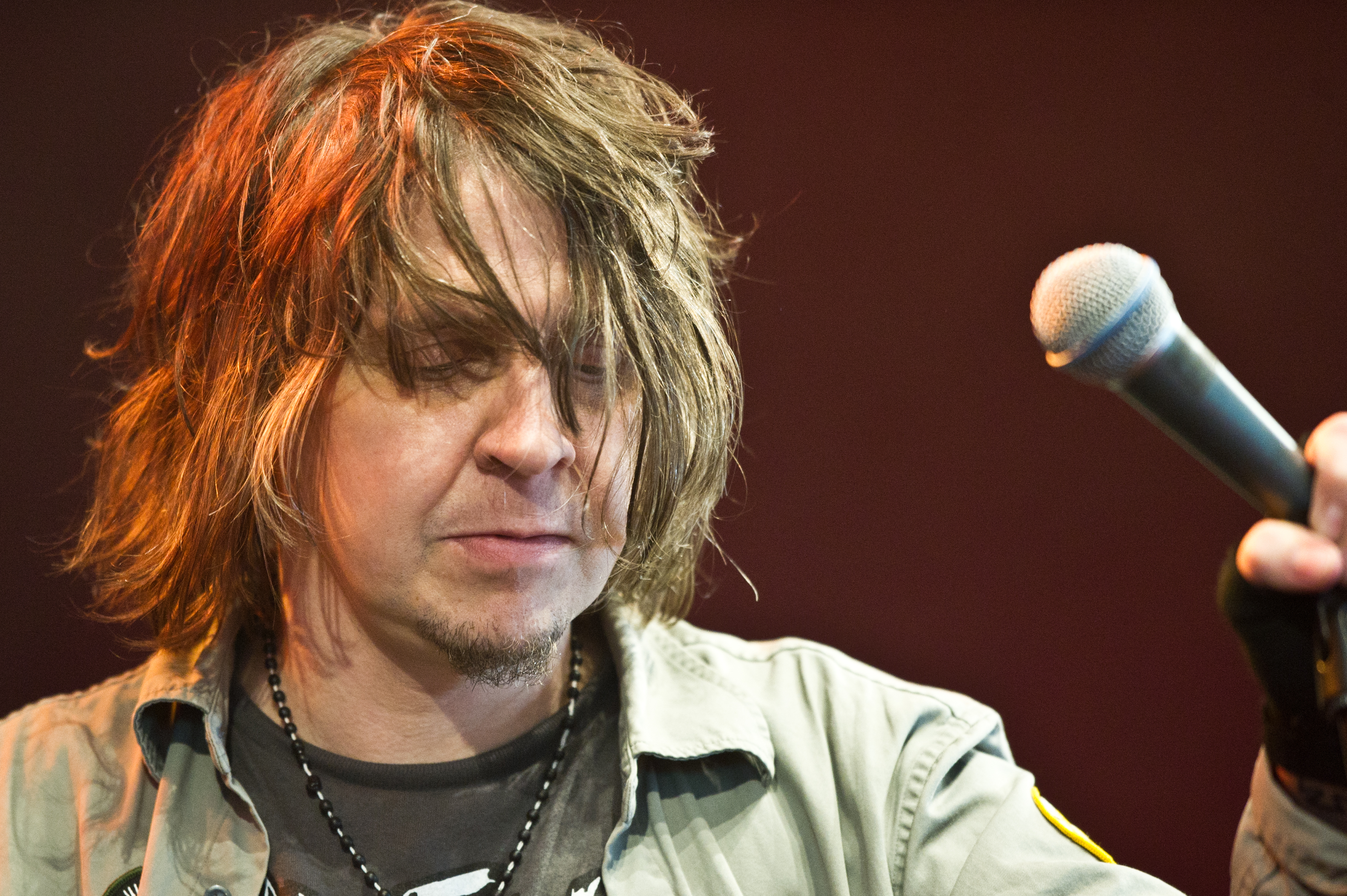
Der eigenwillige Gesang von Mike Willams, hier beim Roskilde-Festival, gilt als ein Kennzeichen der Band

Die wiederkehrenden Rückkopplungen der Gitarren, Williams’ kehliger Gesang, eine grobe Produktion, eingängige Bassläufe und Filmsamples werden von verschiedenen Rezensenten zu nahezu allen Alben als charakteristische Merkmale der Band betont. Lediglich das von Dave Fortman produzierte Confederacy of Ruined Lives wurde anders wahrgenommen und als „glatter“, „sauberer“ und „weniger erdrückend“ beschrieben. Dabei wurden Stilelemente der Band, insbesondere die Rückkopplungen, anfänglich abgelehnt. Williams bezeichnete es als „unmöglich den Leuten zu erklären, dass [sie] die Rückkopplungen wollten, dass sie Teil der Songs waren.“

### Rezeption
Laut Captain Chaos von Vampster sind EyeHateGod „ekelhaft, zäh bis punkig und verzerrt“.
Im Musikmagazin Intro wird der Klang von EyeHateGod als chaotischer Mischmasch aus Black Sabbath und crustcoriger Atmosphäre beschrieben. Thom Jurek bezeichnet den Klang der Band am Beispiel von Preaching the “End-Time” Message als „massiv, pervers, angepisst und voller Tief-Frequenz Verzerrung und Schmerz.“ Arne Ebner nennt die Musik der Gruppe „roh und aggressiv, kaputt, schleppend und für den ungeübten Hörer auf den ersten Moment mit Sicherheit entsetzlich.“
Williams’ heiserer und gebrüllter Gesang wird in Besprechungen als aggressiv wahrgenommen und von den unterschiedlichen Rezensenten mit den „Schreien eines gequälten Kehlkopfentzündeten“ verglichen sowie als „nicht identifizierbares wütendes Gegeifer“ und „krankhafte Klang gewordene Gräueltaten“ bezeichnet. Dieser charakteristische Gesang wird mitunter auf Williams’ Asthma zurückgeführt, welches ihn seit früher Kindheit begleitet.
William York verweist darauf, dass man die Titel kaum voneinander unterscheiden könne. Der vermeintliche Gleichklang der Stücke wird auch auf der Seite DeadTide.com hervorgehoben. Die angemahnte Monotonie wird von manchen Rezipienten als Kritikpunkt gewertet, an anderer Stelle wird die Bedeutung der Band im Genre anhand der Monotonie hervorgehoben. So bezeichnet Sammy O’Hagar gerade die „hässliche“ und „schmerzhafte“ Monotonie als Verkörperung eines seiner Ansicht nach von vielen Vertretern des Genres missachteten Grundgedankens des Sludge.

### Erfolg
Das Frühwerk der Band ist mit einem umfangreichen nachträglichen Kritikererfolg versehen. In Genre-Retrospektiven und -Listungen wird auf die Pionierleistung und Genredefinition von EyeHateGod verwiesen. Ebenso werden die Veröffentlichungen als wesentlicher Bestandteil eines relevanten und qualitativen Teils des gesamten Doom-Metal-Spektrums beurteilt. So führt das Decibel die Alben Dopesick auf Platz 74 und Take as Needed for Pain auf Rang 14 der Liste The Top 100 Doom Metal Albums of all Times. Das deutschsprachige Webzine Metal.de führt Take as Needed for Pain ebenfalls in der Liste Weltschmerz – Unsere liebsten Doom-Perlen auf. Weitere Genrechroniken und Doom-Metal-Retrospektiven loben ebenfalls das Frühwerk der Gruppe.
Ein erster Charterfolg stellte sich indes mit dem Album EyeHateGod ein. Dies erreichte die amerikanischen Billboard-Charts mit auf Platz 92 für eine Woche. Das nachfolgende A History of Nomadic Bevahiour platzierte sich in Deutschland für zwei Wochen mit Platz 33 als höchste Position und in der Schweiz für eine Woche auf Platz 96.

### Do-It-Yourself-Ethos

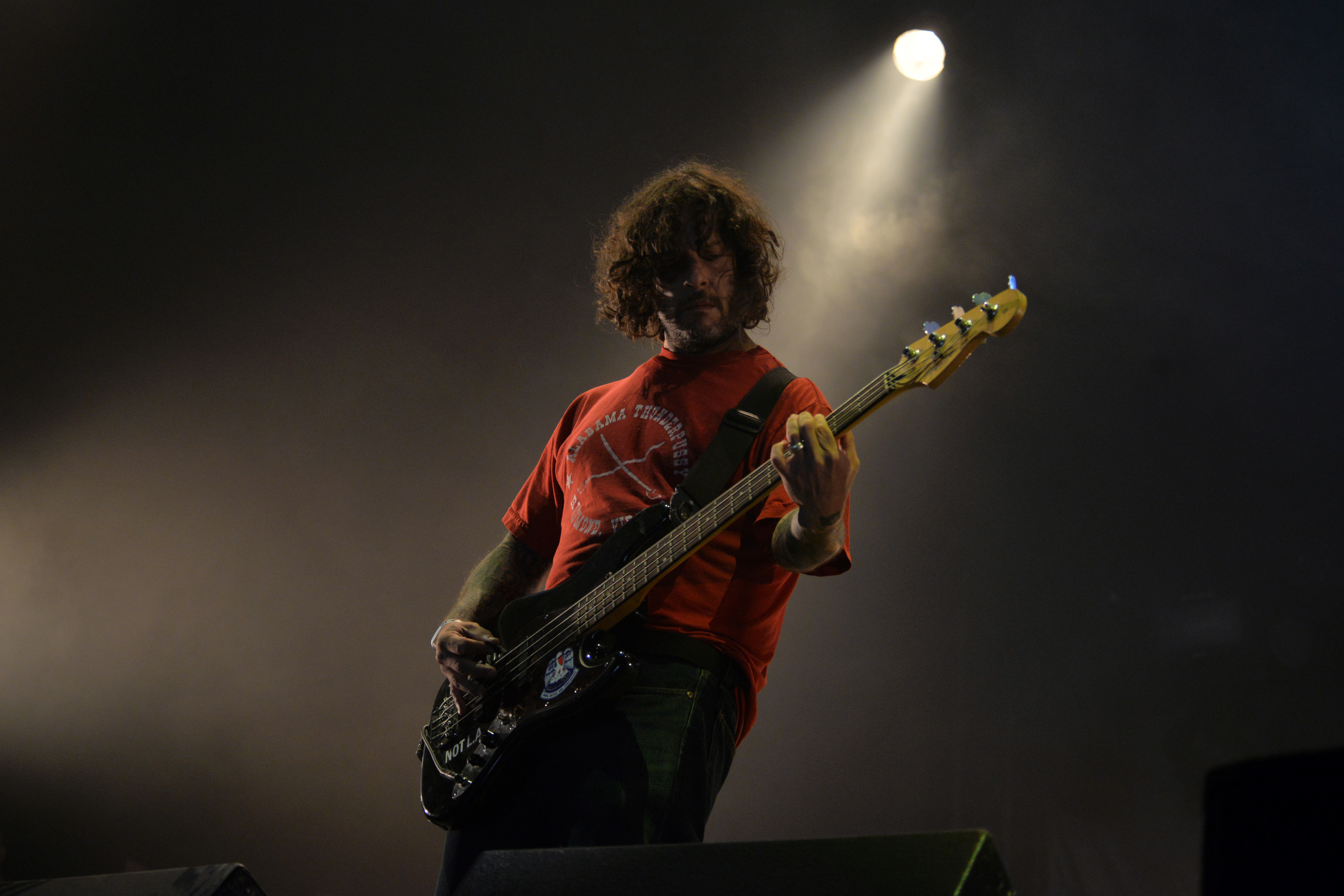
Gary Mader, EyeHateGod-Bassist und Direktor der Firma Take As Needed LLC, Live beim Hellfest 2018.

Nach den vertraglichen Kontroversen um die Produktion des Albums Dopesick äußerte Jimmy Bower den Wunsch, aus dem bestehenden Kontrakt mit Century Media entlassen zu werden, um, am Beispiel von Minor Threat orientiert, in absoluter Eigenständigkeit mit den Aktivitäten der Band fortzufahren. Dies beinhalte sowohl die Gestaltung und Produktion von Merchandisingartikeln als auch den Vertrieb der selbst produzierten Tonträger. Laut Bower sei der Leitgedanke hinter diesen Bestrebungen die „[t]otale Kontrolle über alle […] Produkte“, um eine „eigene Welt“ zu gestalten.
Nachdem die Band im Jahr 2000 ihren Vertrag erfüllt hatte, trennte sie sich von Century Media. Fortan setzten EyeHateGod Do-it-Yourself-Gedanken weitestgehend um. Williams betonte jedoch, dass die Band nicht absolut unabhängig agieren könne und auf professionelle Hilfe angewiesen sei. Die Band habe schon früh damit begonnen, eigenständig Tourneen zu planen und zu organisieren. EyeHateGod greife jedoch auf im Geschäft geschulte Personen zurück, welche für die Bandmitglieder den organisatorischen Überblick behalten sollen. Seit der Trennung von Century Media lehnt die Band klassische Plattenverträge ab und arbeitet mit Lizenzen für separate Veröffentlichungen.
Vom Songwriting über die Gestaltung und Produktion bis hin zu den Tourneen wurden die nach dem Jahr 2000 folgenden Veröffentlichungen, Tourneen und Merchandisingartikel eigenständig ohne den Vorschuss einer Plattenfirma erarbeitet. Die Bandmitglieder waren stolz auf den Versuch, in so vielen Bereichen wie möglich unabhängig zu agieren und den Gewinn zu behalten. Die Unabhängigkeit von einer Firma garantierte der Band absolute künstlerische Freiheit. Um als Rechteinhaber auftreten zu können, gründeten EyeHateGod 2010 die Firma Take as Needed LLC, deren Mitarbeiter die Mitglieder der Band darstellen und als deren Direktor ihr Bassist Gary Mader eingetragen ist.

### Songwriting
Neue Stücke der Band werden zumeist gemeinsam von mehreren Musikern ausgearbeitet. Jeder der Musiker bringt sich ein und präsentiert den Mitmusikern eigene Ideen, welche die weiteren Musiker mit umsetzen. Zum Teil agieren die Musiker jedoch in Jamsessions. Als weitestgehend unabhängig vom vornehmlich gemeinschaftlichen Prozess des Musikschreibens schreibt Mike Williams die Texte allein, tauscht sich jedoch hierzu mit den Musikern aus und lässt sich von der Musik inspirieren. Als lyrische Hauptthemen gelten Drogen- und Gewalterfahrungen sowie Depression und Vulnerabilität. Sein Schreibstil ist wie auch sein grafischer Stil durch die Cut-up-Technik von William S. Burroughs beeinflusst. Mit dieser Methode möchte Williams erreichen, dass seine Texte unverständlich, kryptisch und irritierend wirken. Dazu räumt er ein, die Texte gelegentlich noch im Studio auf den Rhythmus und Fluss der Musik anzupassen.

### Gestalterisches Konzept

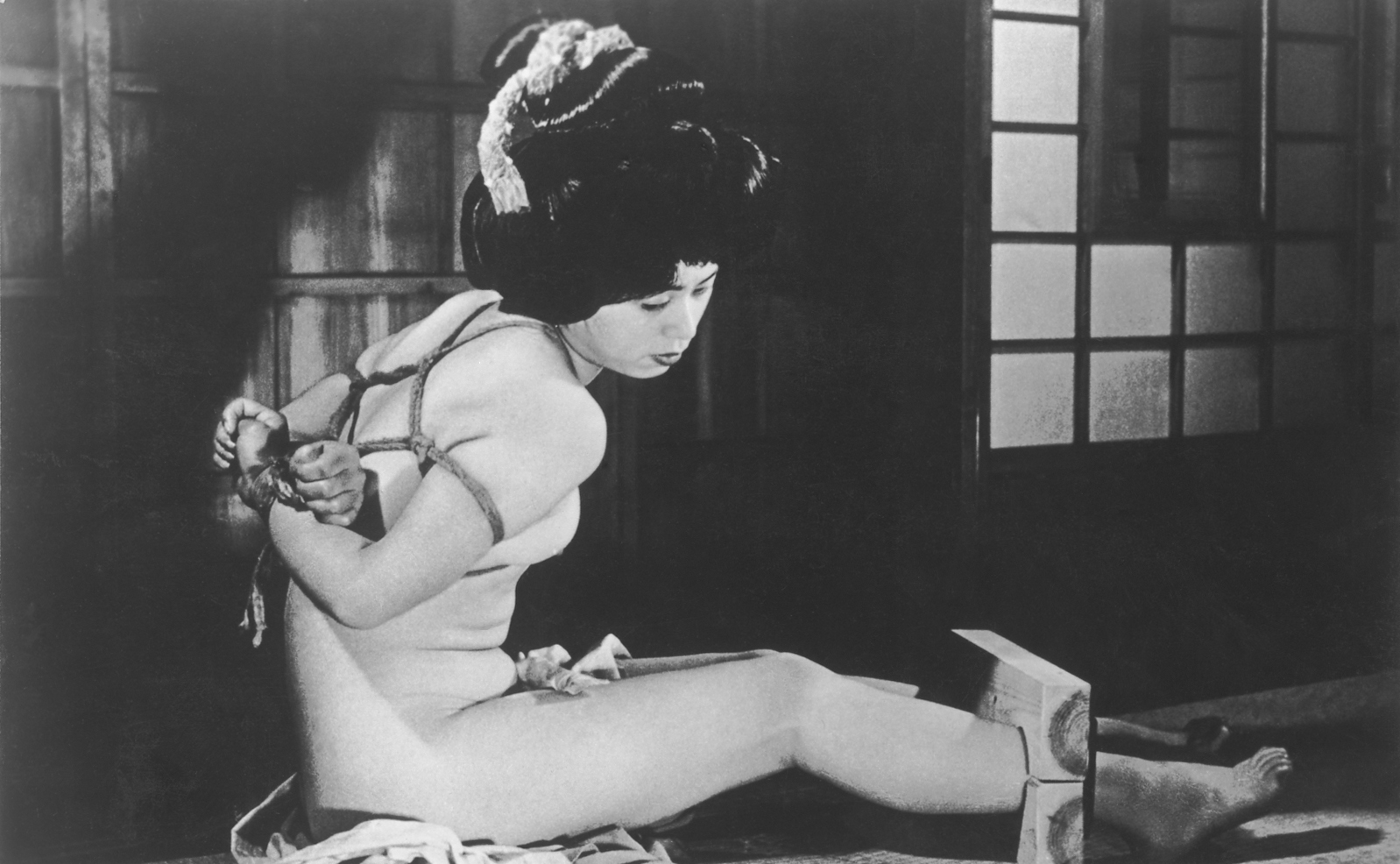
Viele Artworks der Band greifen auf ältere Bondage- und Pornografiebilder zurück

Das der Band zugrundeliegende künstlerische Konzept geht auf Mike Williams zurück. Die von Williams bevorzugte Cut-and-Paste-Ästhetik findet sich in allen Veröffentlichungen und geht laut Williams auf SPK und Discharge zurück. Die Collagetechnik mit Schwarzweißfotografien sei vornehmlich Discharge entlehnt, welche jedoch mit Kriegsbildern arbeiteten. Die medizinische Bildauswahl entlehnte sich hingegen SPK. Joey LaCaze ergänzte, dass die oft genutzten Bilder von Hautkrankheiten auf seine Mutter zurückgingen, die für einen Dermatologen arbeitete und mehrere medizinische Bücher besaß, was laut LaCaze das Interesse von LaCaze und Williams an diesen Bildern erst begründete. Neben medizinischen Fotografien nutzen EyeHateGod pornografische Fotografien der 1970er Jahre, insbesondere der BDSM-Szene, sowie okkultistische Symbole und Abbildungen von Waffen zur grafischen Gestaltung ihrer Tonträger. Die Bilder werden in den Beiheften zu Collagen verarbeitet. Als weiteren Bestandteil, welcher die Konsumenten laut Williams irritieren soll, fügt die Band in der gleichen Collagentechnik Textpassagen der Lieder hinzu, ohne deren Titel zu benennen, und vermengt diese mit Zeitungszitaten.
Gary Mader fiel nach seiner Aufnahme in die Band die Aufgabe der künstlerischen Gestaltung aufgrund seiner Computerkenntnisse zu. Dennoch brachte sich Williams auch weiterhin in die Konzeption der Gestaltung ein.

„Ich habe circa 1987 bzw. 1988 damit angefangen, die künstlerischen Aspekte der Band zu betreuen und wurde dabei von solch großartigen Bands wie DISCHARGE oder Industrial-Projekten wie S.P.K. und ihrer gänzlich schwarz-weißen Bildkunst sowie von der Cut-and-paste-Ästhetik von Burroughs beeinflusst. Die Schludrigkeit des Punk Rock plus Religion, Bondage, menschliches Leiden, Hautkrankheiten, Waffen und so weiter schien perfekt zu unserer musikalischen Krankhaftigkeit zu passen.“

Arne Eber schreibt der Collagen-Technik eine Verdeutlichung des Do-it-Yourself-Gedankens zu. Die gewählten Motive und Symbole sowie die rohe Ausführung der Gestaltung sollen hingegen emotionale Reaktionen provozieren und eine die Musik unterstützende Atmosphäre erzeugen. Anspielungen auf Unterdrückung, Drogenmissbrauch und Übernatürliches sind fester Bestandteil des gestalterischen Konzeptes.

### Bandname
Die Namensgebung EyeHateGod (englisch für „Auge Hass Gott“) wird häufig auf die homophonen englischen Wörter Eye für „Auge“ und I für „ich“ [aɪ] zurückgeführt. Die so assoziierte Übersetzung des Namens lautet dementsprechend „Ich hasse Gott“. Derweil geht der Name auf Chris Hilliard, ein ehemaliges Mitglied der Band zurück. Hilliard war für kurze Zeit Sänger der Band, bevor die ersten Demoaufnahmen stattfanden. Laut Williams erlebte Hilliard einen psychischen Zusammenbruch kurz nach der Namensgebung. Unmittelbar nach seinem Psychiatrieaufenthalt distanzierte er sich von der Band. Jimmy Bower erzählt im Gespräch mit Tom Denny, dass Hilliard später zum gläubigen Christen wurde und Bower davon überzeugen wollte, den Bandnamen fallen zu lassen.
Der Name wird häufig fälschlich als satanische Äußerung assoziiert. Das den Namen begründende Konzept erklärt Bower als zynischen religiösen Kommentar: „Die Idee war, dass wenn Gott sehen könnte, was er erschaffen hat, er sich selbst hassen würde“. Als weitere Interpretation bietet er das Verhältnis zu materiellen Gütern und Drogen an: Es ginge ihm so um Glauben „oder Sucht, Menschen die glauben, Drogen oder Geld seien Gott.“ Laut Williams basiert der Name auf einer religiös-konzeptionellen Überlegung Hilliards, welche die Bedeutung des Auges als Sinnesorgan betont und damit den Namen, der zuerst mit einem Artikel als The EyeHateGod geschrieben wurde, von der meist assoziierten Aussage „Ich hasse Gott“ hin zu einer Bezeichnung wie „Der Augehassgott“ für das von Hilliard erdachte Gottesbild entfernt.

„Er hatte dieses ganze seltsame Konzept über das Auge, wie: Was du siehst ist Gott und du hasst deine Laster und deine Laster sind Gott. Ich weiß ehrlich immer noch nicht, was er damit meinte.“

Mike Williams bezeichnet den Bandnamen ergänzend als Konzept über Fremdbestimmungen. So bezieht er den Namen auf die religiöse Vorstellung, dass Gott menschliche Entscheidungen begründe oder die Begründung von Suchtverhalten auf gesellschaftlichen Gegebenheiten basiere.
Die Band nutzt eine zusammenhängende Schreibweise mit Binnenmajuskeln, während die Presse auf die Binnenmajuskeln zumeist verzichtet. Der hingegen auf Tonträgern und Merchandise-Artikeln genutzte Schriftzug besteht ausschließlich aus Großbuchstaben. Eine Schreibweise mit voneinander getrennten Substantiven ist nur selten, zumeist in abgedruckten Rezensionen oder Interviews aus den ersten Jahren der Band, anzutreffen.

## Nebenprojekte
Alle Musiker sind neben ihrem Schaffen für EyeHateGod noch in weiteren Bands tätig.
Gitarrist Jimmy Bower ist bei der Band Down als Schlagzeuger aktiv und war zeitweiliges Mitglied von Crowbar und Corrosion of Conformity sowie fester Gitarrist der Band Superjoint Ritual.
Die weiteren Mitglieder der Band gründeten nebenbei das Metalprojekt Outlaw Order, welches ebenso unter dem Titel 00% vermarktet wird. Mike Williams arbeitet für Phil Anselmos Label Housecore Records, wo das gemeinsame Crustcore-Projekt Arson Anthem unter Vertrag steht. Basierend auf Mike Williams’ Buch Cancer as a social Activity wurde von Sanford Parker, Bruce Lamont, Scott Kelly und Williams das Projekt Corrections House gegründet. Williams gründete 2010 hinzukommend das Post-Industrial-Projekt The Guilt Øf…. Der ehemals langjährig zweite Gitarrist Brian Patton spielt Gitarre für die Sludge-Band Soilent Green. Joey LaCaze unterhielt diverse Electro-Industrial-Projekte und war als Voodooschlagzeuger aktiv. Bower und LaCaze gründeten 1996 mit weiteren Musikern der NOLA-Szene das Southern-Rock-Projekt The Mystick Krewe of Clearlight, zu welchem Scott “Wino” Weinrich und Pepper Keenan Gastgesang beisteuerten.